# Vesijärvi (Päijät-Häme)
Le Vesijärvi est un lac de 111 km2 du Päijät-Häme en Finlande.

## Description
Le lac s'étend sur les territoires de Lahti, d'Hollola et d'Asikkala. Le lac a souffert d'une sérieuse eutrophisation dans les années 1960. Un programme de restauration a été lancé en 1970. Le bassin d'enonselkä fait partie du Vesijärvi.

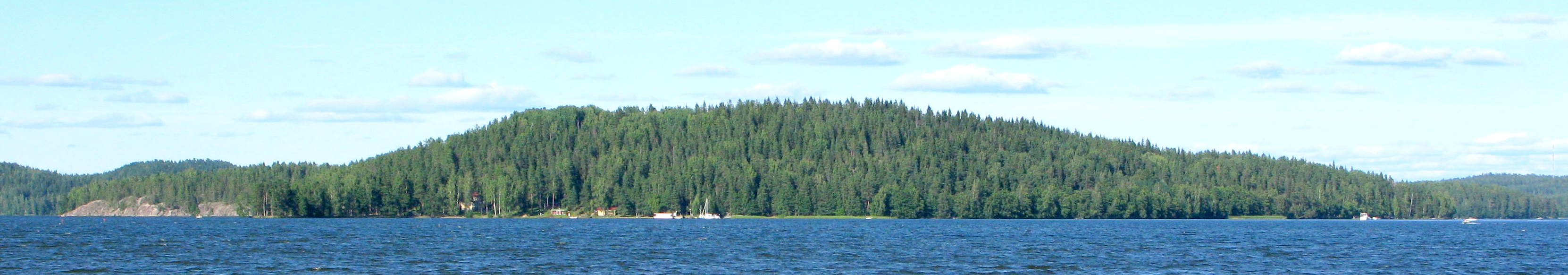
L'île Enonsaari du lac Vesijärvi.

### Source
- (fi) « Perustietoja Vesijärvestä », Päijät-Hämeen Vesijärvisäätiö (consulté le 25 novembre 2013)